# Homiletiek
Homiletiek of predikkunde is de theologische discipline die zich bezighoudt met de homilie of preek in de kerkdienst.
Op veel theologische opleidingen en bijbelscholen wordt het vak homiletiek gegeven. Het behoort tot de praktische theologie, ook wel ambtelijke vakken genoemd. De homiletiek kent diverse stromingen, zoals de kerygmatische, hermeneutische en de pneumatologische homiletiek. Sommige stromingen richten zich vooral op de boodschap die de preek wil overbrengen, andere stromingen stellen de hoorder centraal.

## Geschiedenis van het vakgebied
Het woord 'homiletiek' is nog niet zo oud. Pas na 1650 wordt de term 'homiletiek' gebruikt voor het theologisch vakgebied van de predik-kunde. In Handelingen 20 vers 11 heeft 'homilein' de speciale betekenis van het verkondigen van het Woord van God, te midden van de gemeente. Het vakgebied van de homiletiek beperkt zich echter niet tot wat de kerk tegenwoordig een 'homilie' noemt.

Volgens G.D.J. Dingemans heeft men preken vanouds gehouden volgens de regels van de klassieke retorica. Vooral kerkvader Augustinus, die zelf een briljant leraar in de retoriek was, heeft de regels van de retorica gebruikt voor de prediking. In De doctrina christiana heeft Augustinus de eerste homiletiek aan de kerk geschonken. De enige bron voor de prediking is volgens Augustinus de Bijbel. Augustinus waardeert de retorica wel en stelt:
De welsprekende man van de Kerk moet daarom, wanneer hij een bepaalde handelswijze propageert, niet alleen onderwijzen ter instructie, en vermaken om zijn gehoor te boeien, maar ook zijn gehoor ompraten om succes te hebben (vertaling van Jan den Boeft en Ineke Sluiter).
Ondanks dat voor Augustinus de Bijbelse waarheid belangrijker is dan de welsprekendheid, krijgt dit drietal uit de welsprekendheid een plaats bij hem: het onderwijzen (docere), het raken van het gemoed (delectare) en het in beweging brengen (movere).
Na de reformatie was de spreekkunst van Philipp Melanchthon van grote invloed op het lutherse protestantisme. Binnen het gereformeerde protestantisme was Andreas Hyperius van grote invloed. Volgens Hyperius staat de preek in dienst van "het Woord" (de Bijbel). Hyperius raadt aan om de handboeken van de retorica te bestuderen, al onderscheidt hij de homiletiek duidelijk van de retorica.
De Zwitserse reformator Heinrich Bullinger stelde in de Tweede Helvetische Geloofsbelijdenis: ''De prediking van het Woord van God is het woord van God''.
In Engeland vat William Perkins de preek op als uitleg en toepassing van het Woord van God. Aan de voordracht stelt hij de eis van het benadrukken van de Geest (1 Korinthe 2 vers 4) boven de nietige menselijke wijsheid.
In de Nadere reformatie maakte de prediking een ontwikkeling door. De zogenaamde bevindelijke prediking was gericht op kenmerken van het al of niet behoren tot "de kinderen van God". Deze kenmerken preekte men zodat de toehoorders zichzelf konden onderzoeken. De kenmerkenprediking culmineerde in de zogenaamde classificatiemethode. Hierbij werden op bevindelijke wijze, vanuit religieus-psychologische inzichten, en vanuit een dogmatisch schema van de ontwikkeling van het geestelijk leven, de hoorders van de preek in klassen ondergebracht. Vervolgens werden de personen uit de verschillende "klassen" in de preek afzonderlijk toegesproken. De hoofdcategorieën bestonden uit "bekeerden" en "onbekeerden", maar daarbinnen wisten sommige predikanten een groot aantal subgroepen te onderscheiden.
Het Tweede Vaticaanse Concilie heeft de nadruk gelegd op de preek als uitleg van de Schrift. Er is zelfs een nieuw pericopenstelsel ingevoerd in de Rooms-Katholieke Kerk.

## Verkondiging in het Nieuwe Testament
- In het Nieuwe Testament wordt de mededeling van het heil 'kerussein' (verkondigen, proclameren) genoemd: de proclamatie van het Rijk van God in een wereld die daarvan nog geen weet had. 'Kerussein' is oorspronkelijk de handeling van een heraut, die, in naam van zijn heer (koning, consul of keizer), aan het volk publiekelijk (en met gezag) de woorden van zijn heer mededeelt. De woorden die de heraut meedeelt staan los van zijn eigen mening.
- Daarnaast wordt het woord 'euangelion' (τό εὐαγγέλιον) gebruikt, dat 'goede boodschap' betekent.
- In het Nieuwe Testament wordt de evangelieprediking herhaaldelijk 'didaskein' (onderwijzen) genoemd. Het brengt aan hen die onwetend zijn, of "dwalen", de kennis van de weg naar de zaligheid.
- Met 'parakalein' wordt het vertroostende van de verkondigde boodschap uitgedrukt.
- Het spreken van Gods Woord wordt in het Nieuwe Testament ook wel "profeteren" genoemd. Mannen en vrouwen profeteerden en de apostel Paulus achtte deze gave hoger dan die van de glossalie of tongentaal (1 Korinthe 14 vers 5).
- De prediking wordt in het Nieuwe Testament van grote betekenis geacht. Zo schrijft Paulus in Romeinen 10 vers 17: Het geloof is uit het gehoor en het gehoor door het Woord van God. En in 1 Korinthe 1 vers 21 schrijft Paulus dat het God behaagt om door de dwaasheid der prediking zalig te maken die geloven.

## Verhouding homiletiek en retorica
Kerkvader Augustinus van Hippo stelt dat retorische vaardigheden neutraal terrein zijn. Wanneer slechte mensen het voor de leugen gebruiken, dan moeten goede mensen het zeker voor de waarheid gebruiken, stelt Augustinus. De Nederlandse theoloog Tjeerd Hoekstra ziet wel verschillen tussen de retorica en de homiletiek en stelt:
- De stof voor de prediking ligt niet in het natuurlijke leven, maar in de Schrift.
- Het karakter van de behandelde stof verschilt, evenals het karakter van de toespraak. De prediker komt immers in Jezus’ naam.
- Ook is het object (de doelgroep) anders. De redenaar komt tot een niet per se gunstig gezinde schare, de prediker komt tot geestelijk verwanten.
- Het eigenlijke doel van de prediker ligt hoger dan het aardse, en ligt in de wasdom (streven naar geestelijke groei), gesteund door de genade en de kennis van Christus.
- Door de redenaar worden logische argumenten gebruikt, bij de prediker gaat het (daarnaast) om de werking van de Heilige Geest. Verder is de preker sober in het gebruik van zijn retorische middelen, omdat het Woord zelf al een kracht Gods tot zaligheid is.

Hoekstra stelt dat de homiletiek een zelfstandige theologische wetenschap is, en moet blijven. Wel ziet hij (evenals Augustinus) de retorica als hulpwetenschap bij de methodiek en bij de opbouw van de preek.

## De preek
Homiletiek is de theologische bezinning op de verkondiging. De Amerikaanse theoloog Thomas Long stelt dat de preek niet de opgeschreven aantekeningen van de prediker zijn of de gedachten in het hoofd van de prediker. De preek is actie; de preek is wat de prediker uitvoert (met woorden, stem en lichaam) in combinatie met wat de rest van de gemeente hoort en ontvangt.
Karl Barth stelt dat proclamatie (verkondiging) menselijke taal is, waarin en waardoor God zelf spreekt, als een koning door de mond van zijn heraut, die bedoeld is om te worden gehoord en aangehouden... in geloof als de goddelijke beslissing over leven en dood, als het goddelijke oordeel en de goddelijke vrijspraak, de eeuwige wet en het eeuwige evangelie beide.
Omdat de luisteraars sociaal-culturele wezens zijn en hun diepste drijfveren in hoge mate gevormd worden door de mensen om hen heen en de gemeenschap waar zij deel van uitmaken, hoort de prediker, volgens kerkplanter Tim Keller, de overeenkomsten en de verschillen te benoemen tussen de boodschap van de Bijbel en de fundamentele overtuigingen van de cultuur. Zo kunnen mensen zichzelf beter (leren) begrijpen en kan de cultuur onder vuur genomen worden wanneer dat nodig is.
Volgens  de Britse protestantse theoloog en predikant Martyn Lloyd-Jones gebruikte de Engelse baptistenpredikant Charles Spurgeon heel veel humor in zijn preken. Zo beweerde Spurgeon dat hij bij zijn hoorders liever een glimlach ziet, dan dat hij mensen ziet slapen. Lloyd-Jones wil niet zeggen dat er geen plaats is voor humor in de preek, maar vindt wel dat er geen grote plaats is voor humor in de preek. De preek als hoopvol spreken kent volgens de Zwitserse homileet Rudolf Bohren zeker humor. Zo stelt hij dat de belofteprediking uit ziet naar de dag dat Gods lachen openbaar wordt (Psalm 2 vers 4) en de gelovige lacht tegen de dood. Hij waarschuwt wel dat humor niet mag dienen tot het vergroten van de roem van de prediker.

### Bevindelijke prediking
Binnen en buiten de bevindelijke gereformeerden is er sprake van bevindelijke prediking. Van alle bevindelijk gereformeerde dominees wordt op zondag een bevindelijke preek verwacht, maar bevindelijke preken behoren niet exclusief tot de zogenaamde bevindelijk gereformeerden. De Hersteld Hervormde hoogleraar Wim van Vlastuin pleit in zijn artikel Bevindelijke prediking voor bevindelijke prediking. Hij stelt dat gelovigen niet alleen gered worden door Christus maar ook geestelijke gemeenschap hebben met Christus (unio mystica cum Christo). Gelovigen hebben een relatie met Christus en dat heeft consequenties voor de prediking. De gelovige ontvangt het zaligmakende geloof in Christus door de Heilige Geest. Gemeenschap met Christus betekent ook dat men participeert in Gods (reeds aanwezige) Koninkrijk. Maar de gelovige heeft ook momenten van ongeloof die zorgen voor aanvechting. De gelovige is burger van Gods Koninkrijk, maar heeft ook hoop vanwege het komende herstel van alle dingen (herschepping). De verbinding tussen geloof en hoop in de verkondiging van Gods Koninkrijk geeft de christen vandaag bevinding van het heil in Christus dat het verlangen naar zijn toekomst versterkt. Het is de taak van de prediker zich hier bewust van te zijn bij het preken. De Hervormde hoogleraar Arnold van Ruler brak genuanceerd een lans voor bevindelijke prediking: in de prediking zal aandacht moeten zijn voor de mens zijn bevinding, maar die aandacht mag de preek niet overheersen. Het heilsfeit is altijd meer dan de bevinding.

## Bron van de prediking
De kerkorde van de Protestantse Kerk in Nederland stelt in artikel VII dat de gemeente is geroepen door haar Heer  en de gemeente samenkomt tot de lezing van de Heilige Schrift en de prediking van het Evangelie. De Duitse theoloog Jurgen Moltmann stelde dat de (kerk)gemeenschap niet naar zichzelf wil luisteren en haar eigen beeld van zichzelf wil projecteren; het wil de stem van Christus horen. De prediker moet dus voorafgaand aan de preek de bron, de Bijbel, bestuderen om de stem van Christus te verstaan. David Buttrick stelt dat echte Bijbelse prediking niet alleen trouw wil zijn aan een boodschap, maar ook aan een intentie van een Bijbeltekst. Thomas Long stelt daarom in zijn boek The Witness of Preaching dat in de preek twee aspecten naar voren moeten komen:
- wat de tekst via de prediker zegt (focus) en
- wat de tekst kan doen kan bij de hoorders en prediker (function).[18]

De Amerikaanse theoloog Tim Keller stelt dat men in de preek de Bijbel ten eerste moet verklaren en ten tweede moet toepassen. Mensen hebben de Bijbeltekst - volgens hem - pas goed begrepen als ze zien hoe de preektekst van invloed is op hun leven. Om deze dubbele taak goed te kunnen uitvoeren geeft Keller een sleutel, namelijk het verkondigen van Christus.

#### Tekstkeuze
De prediker kan op verschillende manieren bij zijn preektekst komen:
- Een doorlopende lezing (lectio continua), waarbij de prediker gehele Bijbelboeken van begin tot eind bepreekt.
- Het kerkelijk jaar kan aanwijzingen geven.
- Een leesrooster (lectionarium).
- Vrije tekstkeus. De voorganger kiest zelf de Bijbelteksten voor de prediking uit. (Hierbij wordt vaak wel rekening gehouden met het kerkelijk jaar.)

## Prediking van Christus
De Amerikaanse homileet Sidney Greidanus stelt in zijn boek Preaching Christ from the Old Testament dat er vijf redenen zijn om Christus te verkondigen:
- De eerste reden is het gebod van Jezus om discipelen te maken en te dopen. Ook de apostel Paulus wordt later geboden om Christus te preken. Door Christus te preken beantwoorden de apostelen aan het hun gegeven gebod.
- De tweede reden is de inhoud van de boodschap zelf. De komst van de Koning der koningen is nieuwswaardig.
- De derde reden is het levensreddende karakter van de boodschap. Het geloof in Jezus Christus geeft eeuwig leven aan zondige mensen.
- De vierde reden is dat Christus de enige weg tot behoud is. Wanneer er meerdere wegen zouden zijn, dan zou de kerk zich niet zo druk behoeven te maken.
- De vijfde reden is de niet-christelijke cultuur van de kerk/prediker. Richting niet-christenen is het nodig om de christelijke boodschap uit te leggen, terwijl het voor christenen nodig is om het onderscheid met de andere godsdiensten helder te krijgen. Het verkondigen van Christus bouwt daarnaast ook geloofsleven van de gelovigen op.[20]

Tjeerd Hoekstra en Sidney Greidanus stellen: 'een preek zonder Christus is geen preek'.

## De prediker
Jürgen Moltmann stelt The Church in the Power of the Spirit dat predikers voortkomen uit Gods volk, staan voor Gods volk en handelen in Gods Naam. Thomas Long stelt in The Witness of Preaching dat predikers door de gemeente naar de Bijbeltekst zijn gezonden. De prediker heeft daarom bij de exegese, voorafgaand aan het schrijven van de preek, de gemeente in zijn hoofd, verbeelding en hart. Daarnaast stelt hij dat de prediker zijn gezag ontleent aan de Schrift en aan de zending door gemeente. De prediker heeft op deze wijze een afgeleide vorm van gezag.
De voorganger moet om goed te kunnen preken op de hoogte zijn van hedendaagse cultuur, zodat hij de hoorders (en hun verlangens) begrijpt en weet waar het 'schuurt' met de Bijbeltekst. Daarnaast moet hij op de hoogte zijn van de specifieke vreugden, tegenslagen, problemen, aanvechtingen (etc.) van de gemeenteleden. Daarvoor is zorgvuldig luisteren naar de gemeenteleden nodig. Ten derde is het nodig dat de voorganger op de hoogte is van de 'religieuze tradities' waarin zijn hoorders zijn opgegroeid.
Volgens G.D.J. Dingemans hoeven voorgangers geen 'voorbeeldige gelovigen' te zijn. Maar ze moeten wel tonen hoe ze zelf geraakt zijn door het evangelie, ook in tijden als ze veel moeite hebben met hun geloof. Over de gevoelens van de voorganger stelt Dingemans dat voorgangers moeten leren om zo met hun gevoelens om te gaan dat ze functioneel zijn in de preek. Dat wil zeggen dat er distantie en nabijheid tegelijk moet zijn.
De Amerikaanse kerkplanter Tim Keller, stelt in zijn boek Preken dat het bij preken uiteindelijk draait om twee zaken: Het Woord (de Bijbel) en de mens die luistert. Gezonde prediking komt voort uit twee liefdes, liefde voor het Woord en liefde voor mensen.

## De luisteraars
Het meest opvallende aan kerkgangers is hun diversiteit. Er is bijna geen instituut dat zo'n diverse groep (jong/oud, werkend/niet-werkend, man/vrouw, interesses, gelovig/niet-gelovig, hoogopgeleid/laagopgeleid) aan zich kan binden en voor ontmoetingen zorgt tussen zo'n diverse groep. Tegelijk moet gezegd worden dat de oude kerken de nieuwe Nederlanders meestal niet aan zich weten te binden. Voor de prediker is het een kunst om alle hoorders aan te spreken.